# Мигове в кибритена кутийка
„Мигове в кибритена кутийка“ е български игрален филм (семеен) от 1979 година на режисьора Мариана Евстатиева-Биолчева, по сценарий на Олга Кръстева. Оператор е Емил Вагенщайн. Музиката във филма е композирана от Симеон Пиронков.

## Състав

### Актьорски състав
| Изпълнител                         | Роля |
| ---------------------------------- | --- |
| Деляна Симеонова                   | Анета |
| Владимир Василев                   | Бой |
| Заслужила артистка: Виолета Донева | Майката на Анета |
| Заслужил артист: Досьо Досев       | дядо Петко – „Любимият дядо“ |
| Леда Тасева                        | Баба Милка |
| Заслужила артистка: Люба Алексиева | Мамето |
| Михаил Михайлов                    | Дядото на Анета |
| Заслужил артист: Стефан Данаилов   | Квартирантът |
| Стефан Костов                      | |
| Надя Тодорова                      | леля Вера |
| Тодор Тодоров                      | артиста |
| Мимоза Базова                      | |
| Евелина Пиналова                   | |
| Миглена Килчева                    | |
| В епизодите:                       | Дора Стаева Александър Притуп Д. Глинджева Симеон Викторов Кръстьо Дойнов Стоян Стойчев Емил Марков Виолета Дюлгерова Александър Лилов Т. Йончева Свобода Молерова Олга Попова М. Гюлева |

### Технически екип
| Сценарий           | Олга Кръстева                                                                                            |
| Режисьор           | Мариана Евстатиева-Биолчева                                                                              |
| Оператор           | Емил Вагенщайн                                                                                           |
| Редактор           | Мария Балканска                                                                                          |
| Художник           | Ева Йорданова                                                                                            |
| Музика             | Симеон Пиронков                                                                                          |
| Звук               | Георги Кръстев                                                                                           |
| Втори режисьор     | Венета Станева                                                                                           |
| Втори оператор     | Иля Пилов                                                                                                |
| Монтаж             | Тотка Кръстева В. Григорова Дария Янакиева                                                               |
| Асистент-режисьори | Николай Трайков Здравка Лекова                                                                           |
| Асистент-оператори | Красимир Григоров Александър Златев                                                                      |
| Фотограф           | Емил Хвърлев                                                                                             |
| Тонтехник          | Панайот Касабов                                                                                          |
| Реквизит           | Владимир Оджаков                                                                                         |
| Гардероб           | Ани Качулева                                                                                             |
| Грим               | Володя Димитров                                                                                          |
| Осветление         | Мехмед Карахюсеинов                                                                                      |
| Организатори       | Б. Лазаров Красимира Мечкуевска                                                                          |
| Директор           | Борис Хаджиев                                                                                            |
| Distributed by     | Българска кинематография Студия за игрални филми „БОЯНА“ Творчески колектив „МЛАДОСТ“ /Copyright © 1978/ |